# Шурице (Лучењец)
Шурице (слч. Šurice) насељено је мјесто са административним статусом сеоске општине (слч. obec) у округу Лучењец, у Банскобистричком крају, Словачка Република.

## Становништво
| Година:    | 1994. | 2004.    | 2014.   | 2024.    |
| ---------- | ----- | -------- | ------- | -------- |
| Број људи: | 572   | 513      | 516     | 455      |
| Разлика:   |       | -10,31 % | +0,58 % | -11,82 % |

| Година:    | 2023. | 2024.   |
| ---------- | ----- | ------- |
| Број људи: | 454   | 455     |
| Разлика:   |       | +0,22 % |

Према подацима о броју становника из 2011. године насеље је имало 481 становника.